# Almvik, Södertälje kommun
Almvik är en småort belägen på västra sidan om sjön Ogan, söder om Södertälje i Överjärna socken i Södertälje kommun.